# GSC3510-1741
GSC3510-1741 — хімічно пекулярна зоря спектрального класу A2, що має видиму зоряну величину в смузі V приблизно  9,8.
Вона  розташована на відстані близько 1065,9 світлових років від Сонця.